# Ivan Nikolajevič Kramskoj
Ivan Nikolajevič Kramskoj (rusky Ива́н Никола́евич Крамско́й, 27. květnajul./ 8. června 1837greg., Ostrogožsk – 5. dubna 1887, Petrohrad) byl ruský malíř, pedagog a umělecký kritik, duchovní vůdce uměleckého hnutí peredvižniků.
Pocházel z chudé rodiny, v letech 1857 až 1863 studoval v Petrohradu. Pro své nekonvenční názory byl z akademie vyloučen, ale stal se neformálním vůdcem mladých umělců své generace. V letech 1863 až 1868 byl učitelem kreslení. Stal se známým portrétistou, maloval řadu předních osobností své doby.

## Galerie

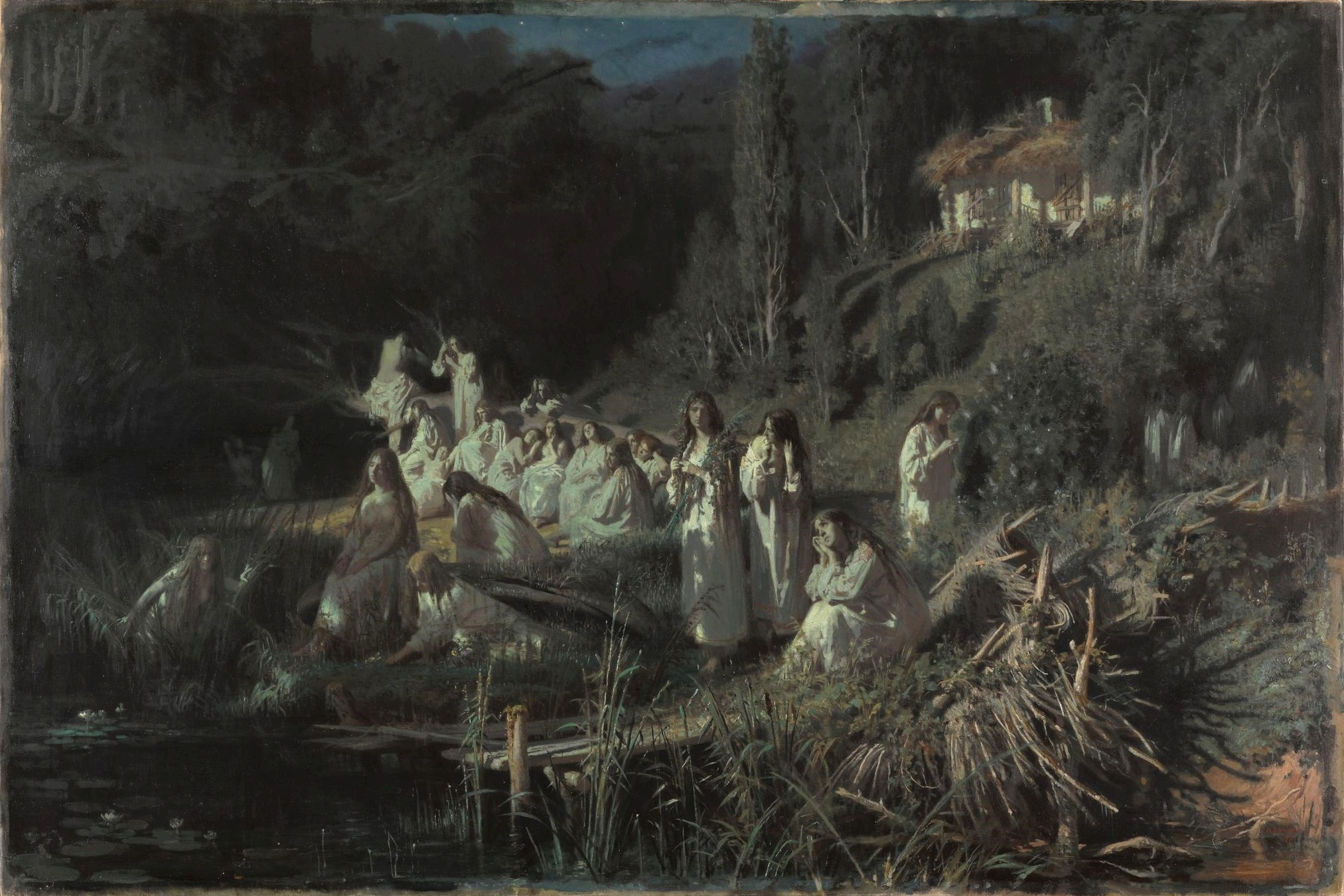
Rusalky, 1871
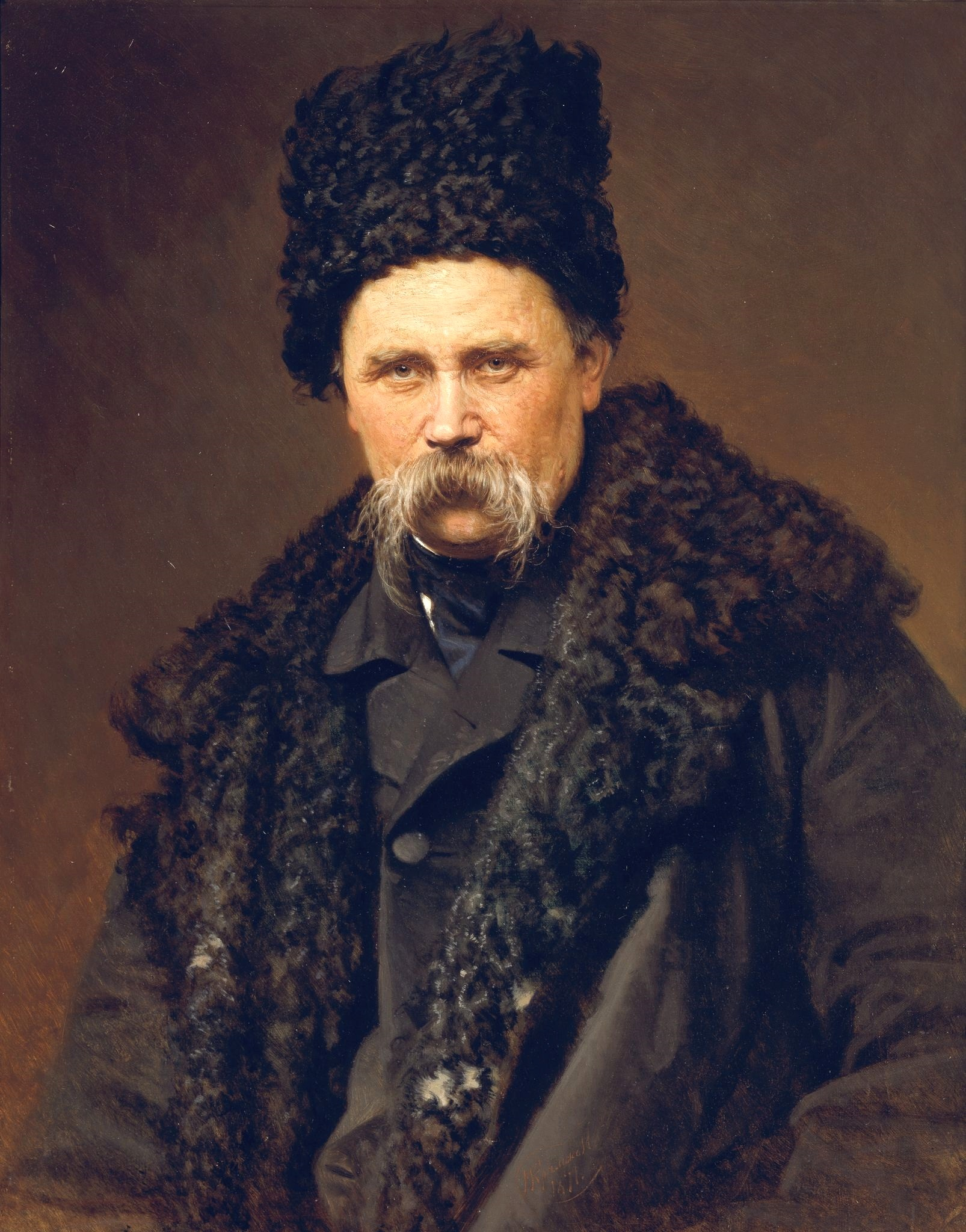
Portrét Tarase Ševčenka, 1871
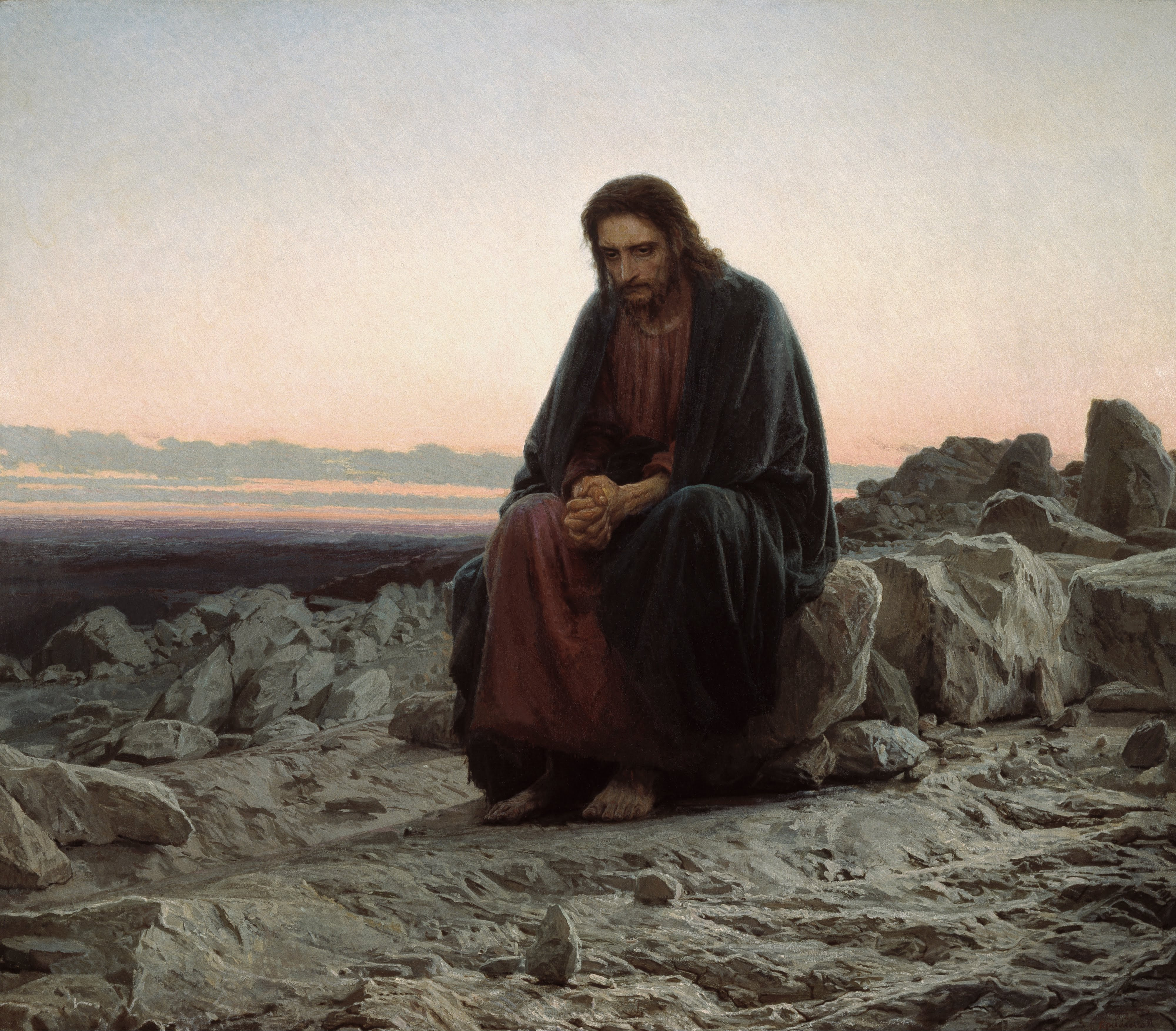
Kristus na poušti, 1872
Portrét Lva Nikolajeviče Tolstého, 1873
Portrét malíře Ivana Šiškina, 1873
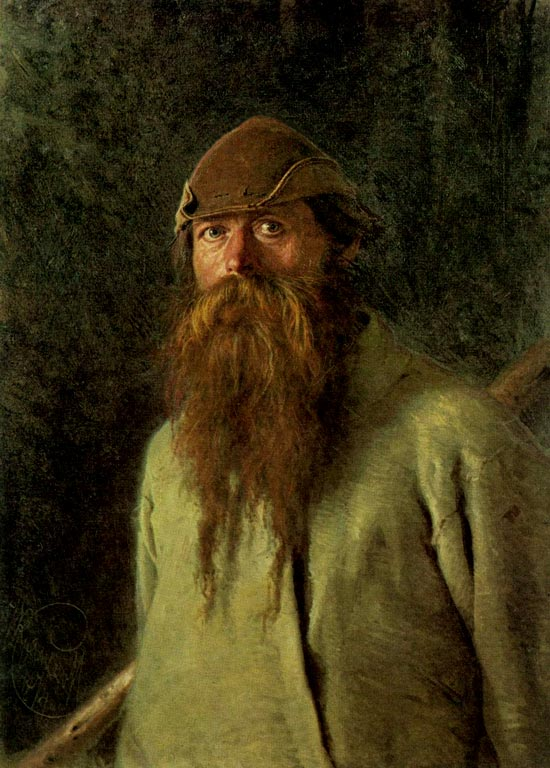
Lesník, 1874
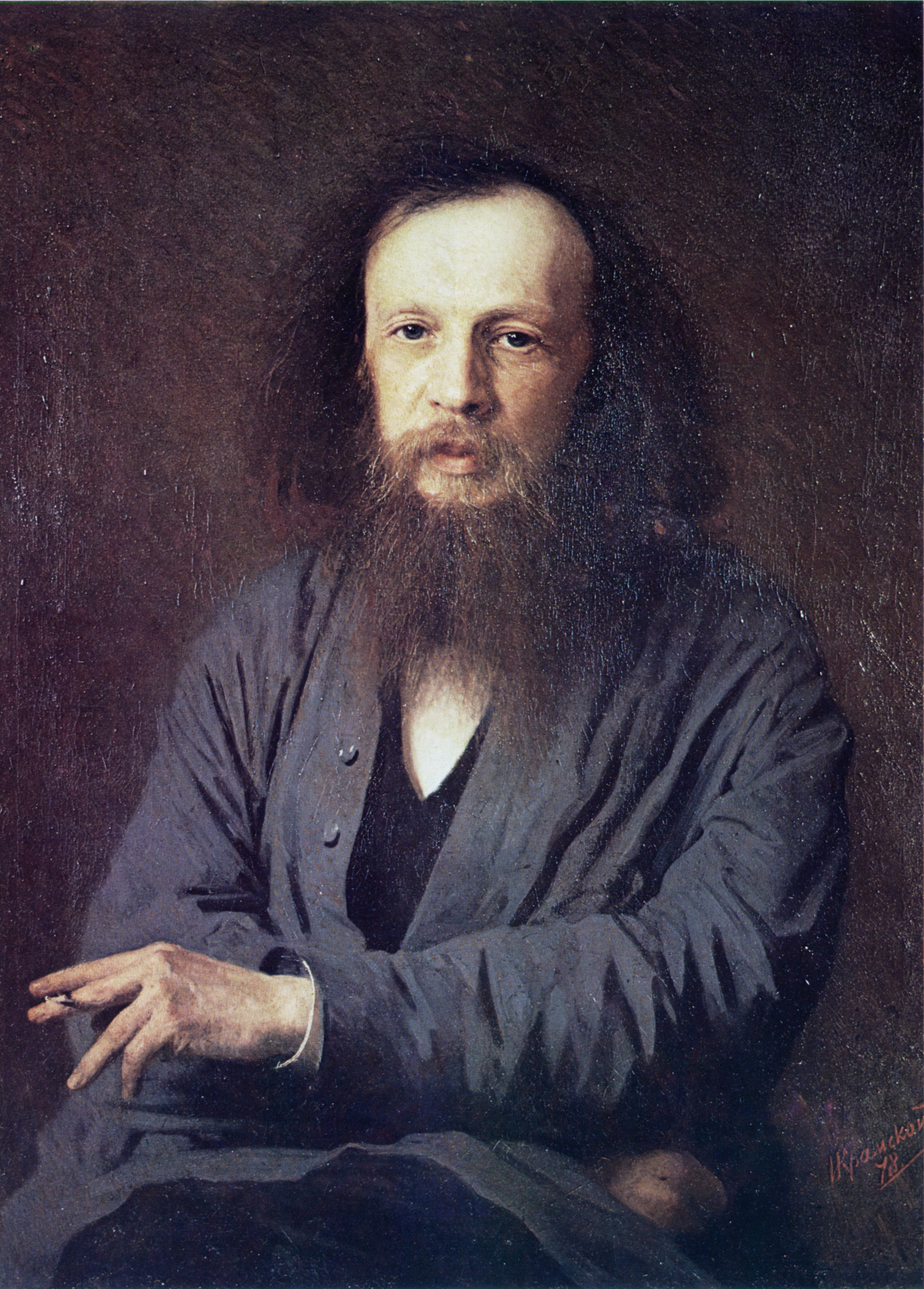
Portrét chemika Dmitrije Ivanoviče Mendělejeva, 1878
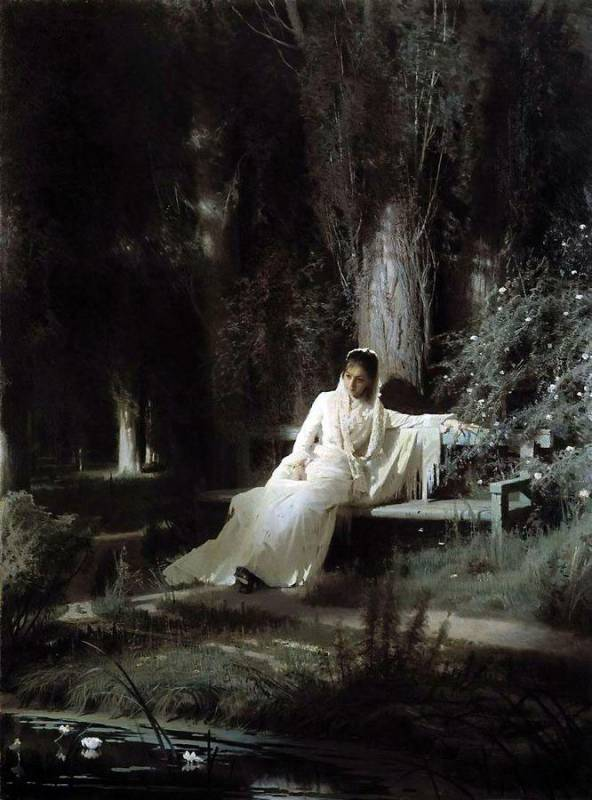
Měsíční svit, 1880
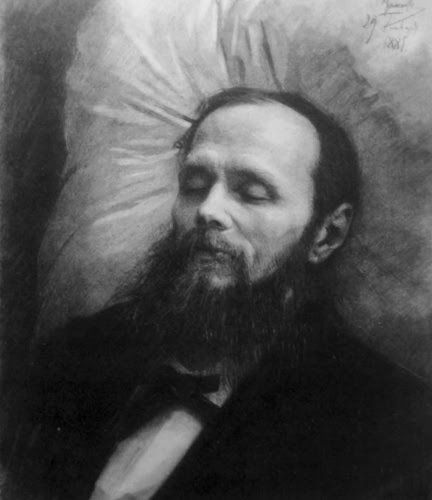
Fjodor Dostojevskij na smrtelném loži, 1881
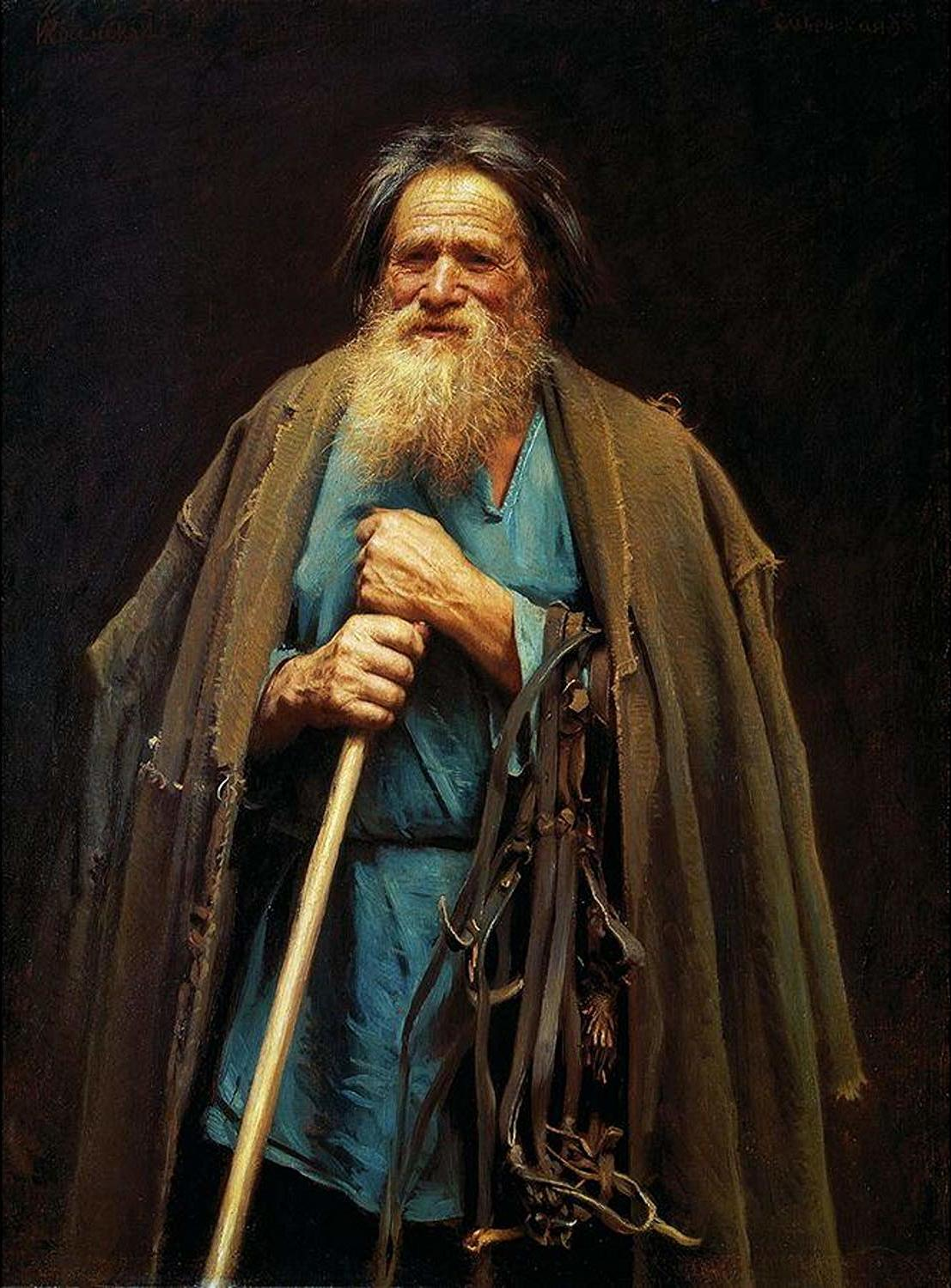
Rolník s postrojem, 1883
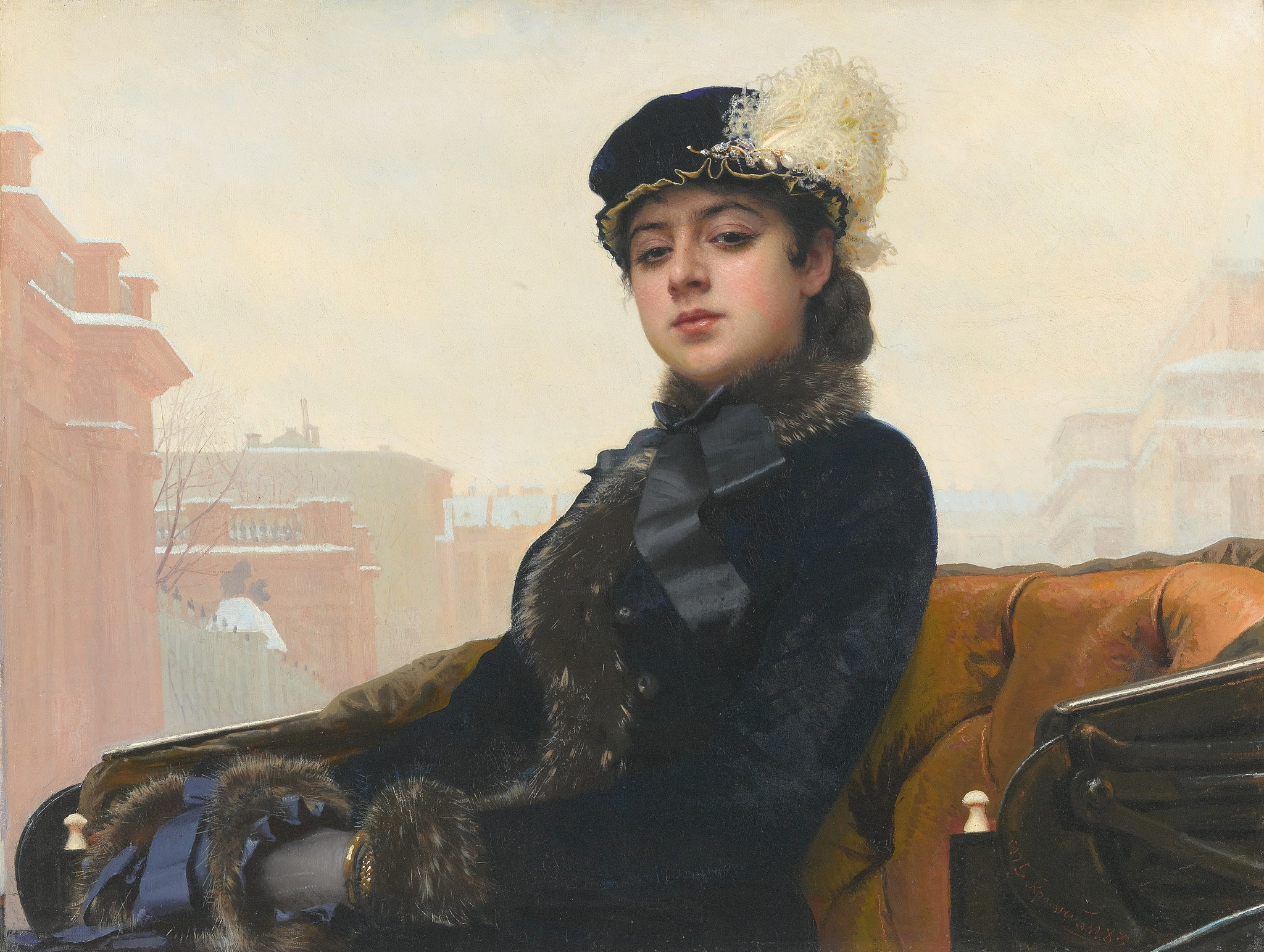
Neznámá, 1883
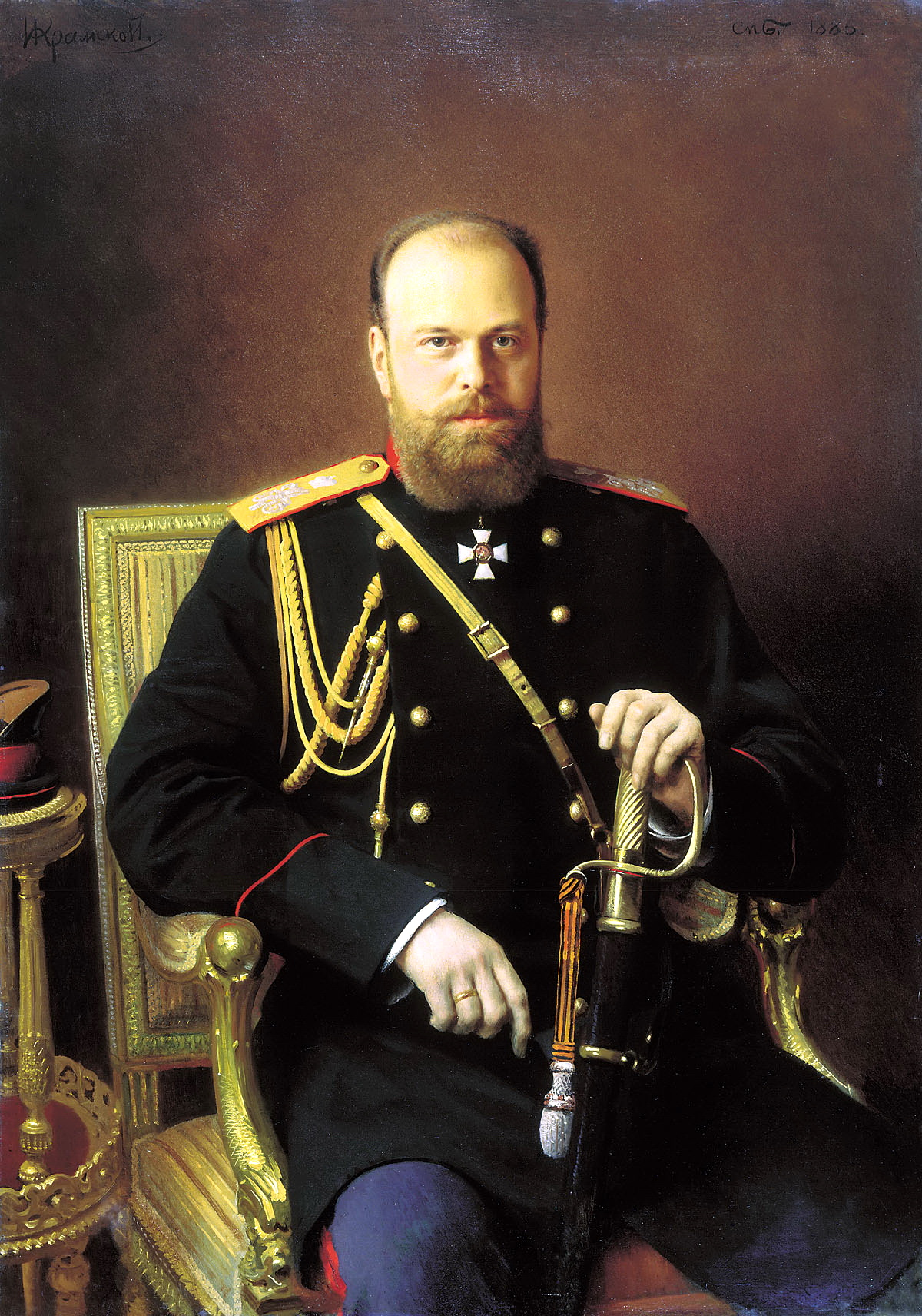
Portrét cara Alexandra III., 1886